# 봉선2차 남양휴튼
봉선2차 남양휴튼(영어: Bongseon-dong Namyanghuton 2)는 대한민국 광주광역시 남구 봉선동에 위치한 주상복합 단지이다. 2011년 입주 당시엔 광주에서 가장 높은 아파트 건물이였고 광주에서 가장 부촌인 봉선동에서도 가장 비싼 아파트로 광주 최고의 부자아파트로 꼽혔었다. 45평부터 91평까지 중대형평수로만 이루어져있다.

## 같이 보기
- 광주광역시의 마천루 목록